# Konrad I., vojvoda Švapske
Konrad I. (? - 997.) bio je švapski vojvoda od 983. pa do svoje smrti.
Nije poznato tko su mu bili roditelji ni tko mu je bila supruga. Imao je sina Hermana II. koji ga je naslijedio, a preko kojeg je bio djed Hermana III.